# Healing Is Difficult
Healing Is Difficult – drugi album studyjny australijskiej piosenkarki Sii Furler. Wydany został 9 lipca w Wielkiej Brytanii 2001 roku, natomiast w Stanach Zjednoczonych - 28 maja 2002 roku.

## Lista utworów
| Nr  | Tytuł utworu               | Słowa                                                  | Muzyka                | Długość |
| --- | -------------------------- | ------------------------------------------------------ | --------------------- | ------- |
| 1.  | „Fear”                     | Sia Furler                                             | Sia Furler, Sam Frank | 5:11    |
| 2.  | „Drink to Get Drunk”       | Furler, Frank                                          | Frank                 | 4:41    |
| 3.  | „Taken for Granted”        | Furler                                                 | Nigel Corsbie         | 4:35    |
| 4.  | „Blow It All Away”         | Furler, Blair MacKichan, Felix Howard, Kevin Armstrong | MacKichan             | 4:40    |
| 5.  | „Get Me”                   | Furler, Frank                                          |                       | 3:13    |
| 6.  | „I'm Not Important to You” | Furler, Frank                                          |                       | 6:08    |
| 7.  | „Sober and Unkissed”       | Furler                                                 | Furler, Jesse Flavell | 4:01    |
| 8.  | „Healing Is Difficult”     | Furler, Frank                                          |                       | 5:24    |
| 9.  | „Judge Me”                 | Furler, Frank                                          |                       | 4:15    |
| 10. | „Little Man”               | Furler, Frank                                          |                       | 6:04    |
| 11. | „Insidiously”              | Furler, Frank                                          |                       | 8:50    |
|     |                            |                                                        |                       | 57:02   |

| Healing Is Difficult – wersja brytyjska | Healing Is Difficult – wersja brytyjska | Healing Is Difficult – wersja brytyjska |
| Nr                                      | Tytuł utworu                            | Długość                                 |
| --------------------------------------- | --------------------------------------- | --------------------------------------- |

| Healing Is Difficult – wersja australijska | Healing Is Difficult – wersja australijska | Healing Is Difficult – wersja australijska |
| Nr                                         | Tytuł utworu                               | Długość                                    |
| ------------------------------------------ | ------------------------------------------ | ------------------------------------------ |

| Healing Is Difficult – wersja z okazji 10. rocznicy albumu | Healing Is Difficult – wersja z okazji 10. rocznicy albumu | Healing Is Difficult – wersja z okazji 10. rocznicy albumu |
| Nr                                                         | Tytuł utworu                                               | Długość                                                    |
| ---------------------------------------------------------- | ---------------------------------------------------------- | ---------------------------------------------------------- |